# Op Buuren (buitenplaats)
Op Buuren is een voormalige buitenplaats bij Maarssen aan de Vecht in gemeente Stichtse Vecht. Zij had haar naam te danken aan de familie Op Buren (Opbueren). Deze buitenplaats lag naast buitenplaats Vecht en Dijk.
In het jaar 914 is al sprake van een "villa Ubburon", gelegen in Over-Oudland bij IJsselstein. In 1460 kocht Gerrit van Assendelft de "hofstede Opburen" bij IJsselstein, en in 1476 kocht hij nog eens 35 morgen land "in Opburen".
De familienaam "van Opburen" komt vanaf 1365 in de archieven voor. Deze familie had in de 17e eeuw een huis aan de Vecht dat hun naam droeg. Andere vormen die toentertijd gebruikt werden waren "Op Buren", "Opbueren", "op Buijre" en "Obbueren".
Bij de aanleg van het Merwedekanaal in 1892 ging het grootste gedeelte van het landgoed verloren.
In 1895 woonde op de buitenplaats Op Buuren de heer H. van der Woude, die erin slaagde om uit de bast van de kinaboom heldere witte kinine te maken. Hieruit is de A.C.F. Chemiefarma (ACF) te Maarssen ontstaan, ook bekend als de Nederlandsche Kininefabriek).
Zijn opvolger bij de kininefabriek, Dr. A.B. van Linge, maakte van het landhuis een laboratorium. Bij een explosie op 9 december 1932 werd het gebouw grotendeels verwoest. Bij herbouw bleef weinig van het oorspronkelijke landhuis over. De buitenmuur van het landhuis was nog deels te herkennen in de muur van het gebouw toen het in 1985 afgebroken werd.
De naam "Op Buuren" heeft men nu opnieuw gebruikt voor de nieuwe woonwijk aan de Vecht Op Buuren in de gemeente Stichtse Vecht. Deze wijk ligt vlak bij de plek waar vroeger de familie Op Buren deze buitenplaats had.